# Leixlip
Leixlip (ausgesprochen: [ˈliːkslɪp] oder [ˈliːslɪp]; irisch Léim an Bhradáin, beides dt. „Lachssprung“) ist eine Stadt im Nordosten des County Kildare im Osten der Republik Irland. Der Name der Stadt geht auf das altwestnordische Lax Hlaup (Lachssprung) zurück.
Die Stadt ist heute als Standort der Firmen Intel und bis 2017  Hewlett-Packard bekannt.

## Lage
Leixlip liegt etwa 17 Kilometer westlich der irischen Hauptstadt Dublin, am Zusammenfluss der Flüsse Liffey (Oberlauf) und des Rye Water. Die Stadt liegt an der Grenze der historischen Königreiche Brega und Leinster.

## Geschichte
917 wurde vermutlich hier in der Schlacht von Confey (Cenn Fuait) der irische König von Leinster durch den wikingischen König Sihtric Cáech von Dublin besiegt. Bis hierher konnten die Langschiffe der Wikinger auf der Liffey gerudert werden.
1172 wurde Leixlip Castle auf dem Felsen, an dem der Rye Water in den Liffey mündet, errichtet. Es wurde bis 1185 von König John genutzt. Zeitweise residierte hier der französische Botschafter, er zog am 7. April 1931 nach Dublin um.
1756 errichtete Arthur Guinness seine erste Brauerei, die allerdings 1759 nach Dublin abwanderte.

## Sehenswürdigkeiten
Leixlip hat einige  historischen Gebäude und Strukturen : das Leixlip Castle, das den Zusammenfluss von Rye und Liffey überblickt; das Turmhaus des Black Castle, das heute kaum noch als solches zu erkennen ist und die alte Straße von Dunboyne nach Leixlip überblickt; die Ruine des Eustace's Confey Castle, die dieselbe Straße überblickt; eine alte Schutzmauer und ein wahrscheinlich prähistorischer Bauernhof in der Nähe; die St. Mary’s Church an der Main Street; das Toll House an der Brücke von Leixlip; zwei Generalshäuser aus dem 18. Jahrhundert, Leixlip House und St. Catherine's Park, und die Überreste einer Hofbrauerei, die von Richard Guinness, dem Bruder des berühmten Arthur Guinness, betrieben wurde. Auf der Grenze zwischen Leixlip und Celbridge liegt The Wonderful Barn, ein korkenzieherförmiges Turmgebäude aus dem 18. Jahrhundert, dessen Zweck unklar ist (teilweise wird ein Taubenschlag, ein Folly oder ein Kornspeicher vermutet). Sicher ist jedoch, dass der Bau einen Teil der einheimischen Bevölkerung in Brot und Arbeit brachte, was in der damals herrschenden Großen Hungersnot eine willkommene Linderung darstellte. Heute ist es Weltkulturerbe.
Ein besonderes Naturschauspiel war der sog. Salmon’s Leap (Lachssprung), ein fünf Meter hoher Wasserfall, nach dem die Stadt benannt wurde. Der Wasserfall wurde allerdings  1947 durch den Bau eines Wasserkraftwerks zerstört.

## Verkehr
Leixlip ist an den Regionalverkehr des irischen Eisenbahnnetzes (Linie Dublin – Sligo) seit 1848 angeschlossen. Daneben existiert südlich der Stadt ein kleiner Flugplatz (Flugplatz Weston), der insbesondere den Geschäftsverkehr abwickelt.
Weiterhin ist Leixlip an das Streckennetz von Dublin Bus (Linien 66, 66a, 66b, 66n und 66X) und die Commuter-Zuglinie (S-Bahn-ähnliches Nahverkehrssystem der Iarnród Éireann) Dublin – Maynooth angeschlossen.
Die Autobahn M4 verläuft im Süden der Stadt, aus Südwesten von Maynooth her kommend (Ausfahrt 6), bis sie im Südosten (Ausfahrt 5) in die Nationalstraße N4 nahtlos übergeht.

## Städtepartnerschaften
Partnergemeinden von Leixlip sind
- Bressuire, Frankreich
- Niles, Illinois, Vereinigte Staaten
- Sonthofen, Deutschland

## Persönlichkeiten mit Bezug zu Leixlip
- Lily Allen / (* 1985), Popsängerin, Songwriterin und Showmasterin ging in Leixlip zur Schule.[10]
- Leland Bardwell (1922–2016), Schriftstellerin (in Indien geboren), wuchs in Leixlip auf.
- Die Band Blood or Whiskey stammt aus Leixlip.
- Emma Byrne (* 1979), Fußballspielerin, Torfrau bei Arsenal London und der irischen Nationalmannschaft, ist in Leixlip geboren.[11]
- Andrew Omobamidele (* 2002), Fußballspieler

## Nachweise
1. ↑  Census 2022. citypopulation.de, abgerufen am 23. Dezember 2023 (englisch).
2. ↑  Léim an Bhradáin/Leixlip. Abgerufen am 24. Mai 2023 (englisch).
3. ↑  Conor McMahon: As HP shuts its Leixlip print plant, we look back at its 20 years in Kildare. 8. Februar 2017, abgerufen am 24. Mai 2023 (englisch).
4. ↑  History of the French Legation. Abgerufen am 24. Mai 2023 (englisch).
5. ↑  Leixlip & Guinness: The Brewing Legend begins! Into Kildare, abgerufen am 13. Februar 2021 (englisch).
6. ↑  Wonderful Barn, Barnhall, Kildare. National Inventory of Architectural Heritage, abgerufen am 14. Februar 2021 (englisch).
7. ↑  Leixlip History: History of Leixip Archives. Abgerufen am 24. Mai 2023.
8. ↑  Introduction. Abgerufen am 24. Mai 2023.
9. ↑  Kildare Twinning. Archiviert vom Original am 16. Oktober 2016; abgerufen am 8. Februar 2025 (englisch).
10. ↑  Lily Allen: What's Up Tiger Lily? stevecummins.com, 9. Juli 2011 (englisch): „"He lives in Dunboyne, but I lived in Leixlip for about a year and a half," she explains. "My mom was doing a film in Ireland called Hear My Song. I was really young, like six or seven at the time. Weirdly enough, he was in the same school as me in Leixlip [...]"“
11. ↑  Leixlip woman Emma Byrne has found a new club after ending 17-year stint with Arsenal. Kildare Now, 22. Januar 2017, archiviert vom Original am 12. November 2018; abgerufen am 14. Februar 2021 (englisch).  Info: Der Archivlink wurde automatisch eingesetzt und noch nicht geprüft. Bitte prüfe Original- und Archivlink gemäß Anleitung und entferne dann diesen Hinweis.